# سید محمد حسینی (بازیکن فوتبال، زاده ۱۳۷۳)
سید محمد حسینی (زاده ۱۸ دی ۱۳۷۳؛ گچساران) بازیکن فوتبال اهل ایران است که در پست مدافع میانی  بازی می‌کند.